# Nokia N97

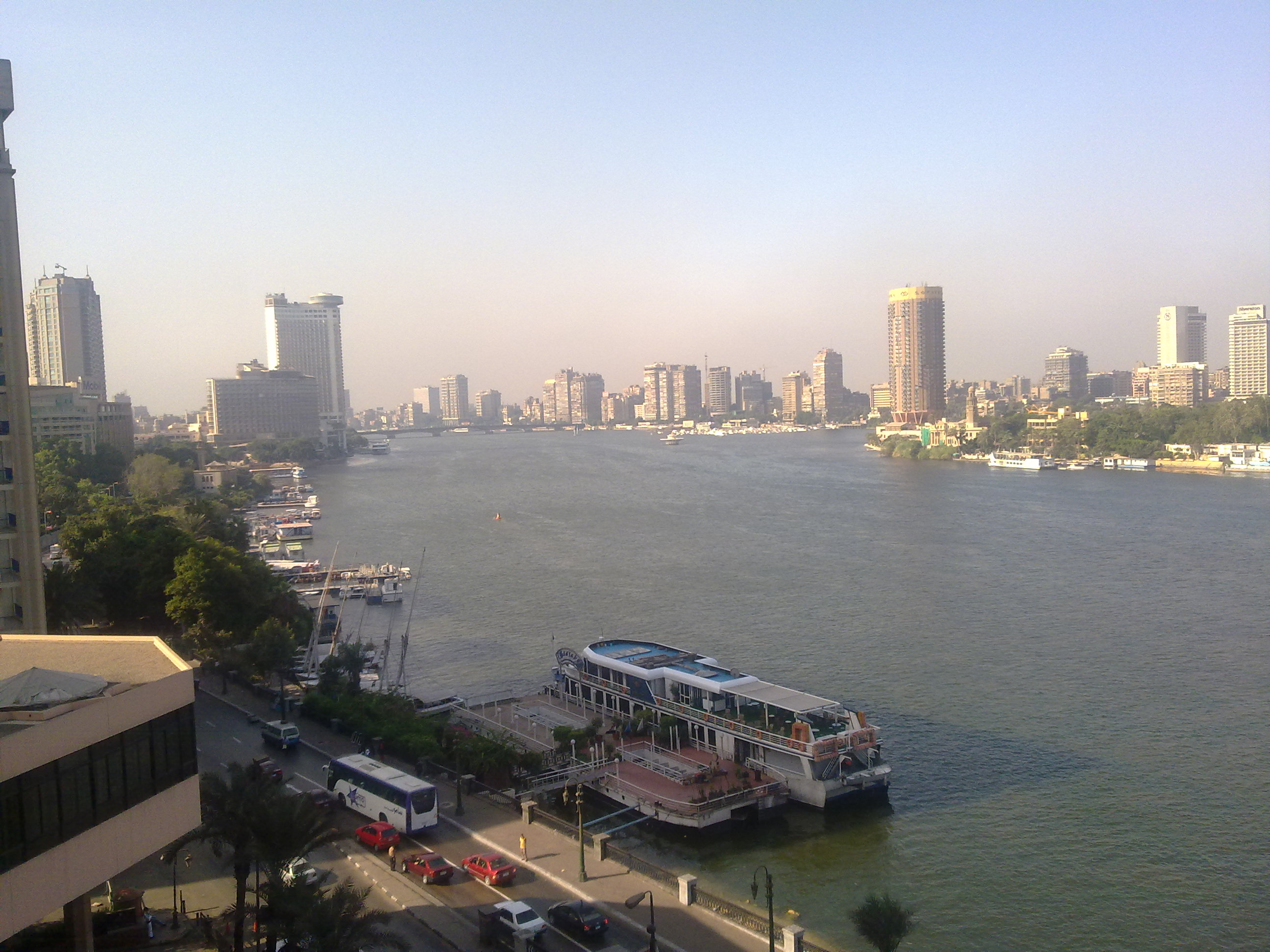
Image du Nil prise par un N97

Le Nokia N97 est un smartphone de Nokia. Il fait partie de la gamme Nseries. Il dispose d'un écran tactile résistif, mais aussi d'un clavier physique (QWERTY ou AZERTY). Il fut annoncé le 2 décembre 2008. La commercialisation débuta le 9 juin 2009 aux États-Unis puis le 26 juin 2009 dans le monde entier. En septembre 2009, un communiqué informa que 2 millions de N97 avait été vendus en 4 mois.
Il est basé sur la plate-forme Nokia S60 dans sa cinquième version, basée elle-même sur le système d'exploitation mobile Symbian OS (v9.4). C'est le deuxième combiné tactile sous cette plate-forme (après le Nokia 5800 XpressMusic).

## Présentation
Le N97 est livré avec Quick Office mais avec une version qui ne permet que la lecture. Il est aussi livré avec Adobe Reader, Boingo et JoikuSpot Premium ainsi que des cartes de Nokia Ovi et Ovi Store. Le logiciel initial avait reçu un accueil mitigé, ce qui incita Nokia à publier un nouveau firmware en octobre 2009. Nokia a publié le nouveau firmware avec défilement cinétique pour le N97 et cela a apporté de grandes modifications attendues.
Son prix de lancement fut de 699 €. Il s'agit du premier combiné Nokia tactile et intégrant un clavier coulissant.

## N97 Mini
Il existe une version (moins chère), le N97 Mini. Il a une taille réduite et moins de mémoire interne (entre autres) par rapport au N97.

## Caractéristiques
- Système d'exploitation : Symbian OS S60 V5 (version tactile)
- Processeur : 434 MHz ARM11
- Réseau : GSM/EDGE/3G/3G+
- Écran tactile résistif de 3,5 pouces de définition 640 × 360 pixels (nHD) et 16 millions de couleurs, format 16:9
- Batterie de 1 500 mAh qui assurera une autonomie de 9 h 50 en communication GSM, 18 jours en veille, 40 heures en musique ou encore 4 h 50  en vidéo
- Mémoire : 128 Mo extensibles par carte mémoire Micro SD limité à 32 Go
- Appareil photo numérique de 5 MégaPixels Carl Zeiss Tessar (autofocus,zoom numérique, format JPEG,Géotag)
- Double Flash DEL , Zoom jusqu'à x14 (numérique)
- Appareil photo numérique secondaire pour la visiophonie VGA (640 × 480 pixels)
- Wi-Fi b, g
- Bluetooth 2.0  stéréo
- Jack (prise) 3,5 mm
- A-GPS (Logiciel Ovi Maps inclus)
- Capteur de proximité
- Capteur de luminosité
- Accéléromètre
- Vibreur
- Radio FM
- Reconnaissance vocale
- DAS : 0,67 W/kg.